# Meniscomorpha xeresha
Meniscomorpha xeresha là một loài tò vò trong họ Ichneumonidae.